# Большая Выла
Больша́я Вы́ла (чув. Мӑн Вылӑ) — село в Аликовском муниципальном округе Чувашской Республики. Являлось административным центром Большевыльского сельского поселения до его упразднения в 2022 году.

## География
Село расположено в 12 км к западу от административного центра района, в 62 км к юго-западу от Чебоксар. Рядом с селом протекает река Выла. Через село проходит автодорога Аликово — Красные Четаи.

### Климат
Климат умеренно континентальный с продолжительной холодной зимой и тёплым летом. Средняя температура января −12,9 °C, июля 18,3 °C, абсолютный минимум достигал −44 °C, абсолютный максимум 37 °C. За год в среднем выпадает до 552 мм осадков.

## Демография
| 2010 | 2012 |
| ---- | ---- |
| 511  | ↗622 |

Национальный состав — в основном чуваши (2006 г.).
В 1781—1782 годах здесь в 90 домах жили 492 людей.
1859 году в 139 домах жило более 700 людей, 1907 году — более 1000 людей.

## История
Село впервые было упомянуто в 1550 годах в годы правления Ивана IV.
Оно является одной из старейших сёл Аликовского района.
До 1927 года село входило в Аликовскую волость Ядринского уезда. С 1 ноября 1927 года деревня в составе Аликовского района, а 20 декабря 1962 года включена в Вурнарский район. С 14 марта 1965 года — снова в Аликовском районе.

## Связь и средства массовой информации
- Связь: ОАО «Волгателеком», Би Лайн, МТС, Мегафон. Развит интернет ADSL технологии.
- Газеты и журналы: Аликовская районная газета «Пурнăç çулĕпе»-«По жизненному пути» Языки публикаций: Чувашский, Русский.
- Телевидение: Население использует эфирное и спутниковое телевидение. Эфирное телевидение позволяет принимать национальный канал на чувашском и русском языках.

## Люди, связанные с Большой Вылой
- Алексеева Мария Хрисанфовна — заслуженный учитель Российской Федерации и Чувашской республики.
- Смирнова Галина Ивановна — народный артист Чувашской республики.
- Семёнов, Василий Семёнович — заслуженный тренер Российской Федерации.
- Семёнов, Виктор Семёнович — заслуженный тренер Российской Федерации.
- Семёнов, Геннадий Семёнович —заслуженный тренер Российской Федерации.